# Entre eux
Entre eux (titre original : Between Them: Remembering My Parents), sous-titré Je me souviens de mes parents, est un recueil de deux récits autobiographiques de l'écrivain américain Richard Ford paru en 2017, traduit en français par Josée Kamoun et publié aux éditions L'Olivier la même année. Le second récit, Ma mère (titre original : My Mother, In Memory), était précédemment paru en volume en 1988.